# Medaglia di Alfonso I d'Este

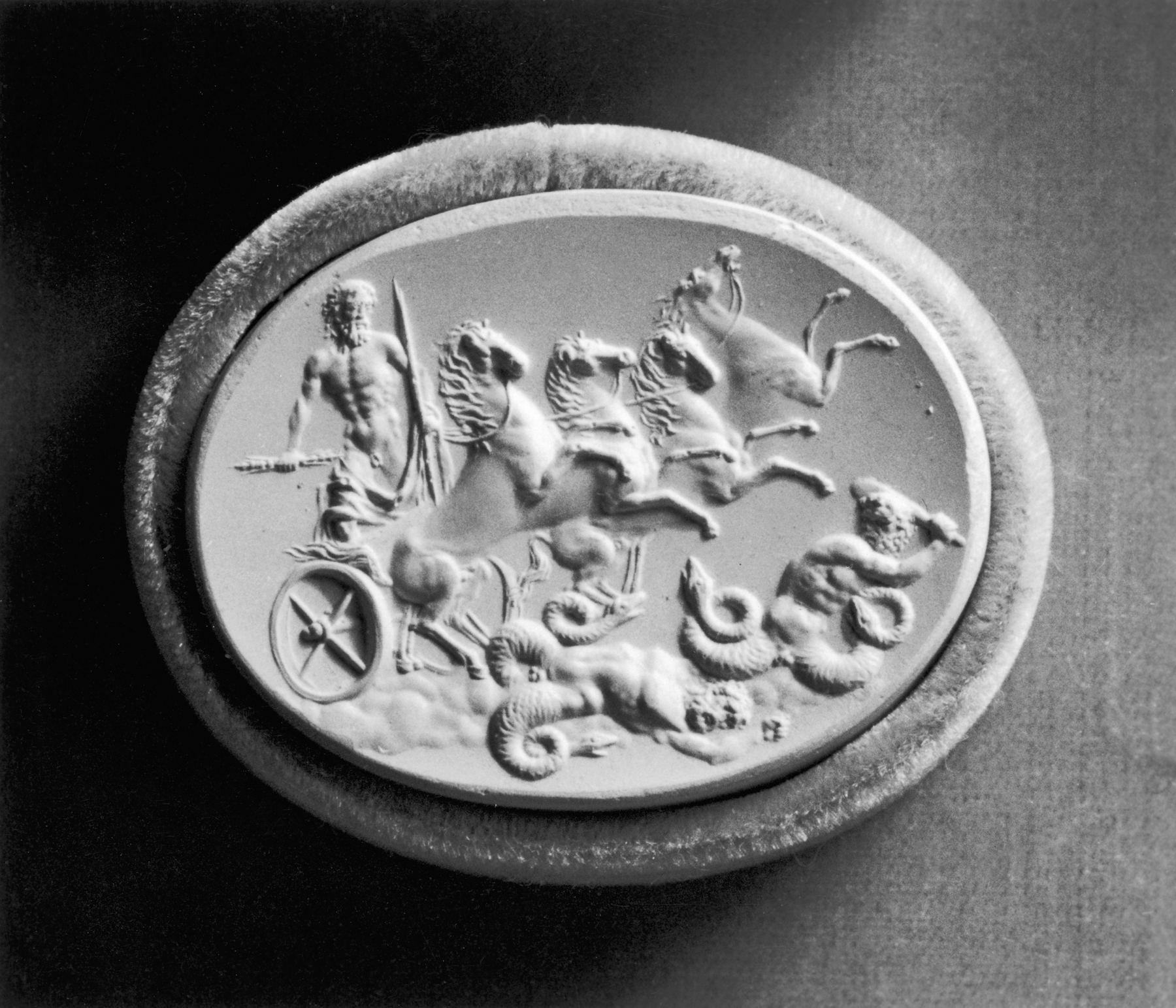
Una copia settecentesca del cammeo di Anthenion

La medaglia di Alfonso I d'Este, in bronzo fuso (diametro circa 7,1 cm) fu realizzata da Niccolò di Forzore Spinelli  nel 1492.

## Storia
La medaglia è una delle cinque firmate e ascrivibili con sicurezza a Niccolò di Forzore Spinelli (Niccolò Fiorentino), ed è la seconda più antica di queste, dopo quella di Silvestro Daziari, del 1485.
Fu realizzata durante il passaggio del nobile per Firenze, in direzione di Roma, pagando all'artista 18 lire.

## Descrizione e stile
La medaglia è un ottimo esempio del nuovo stile portato avanti da Niccolò Fiorentino, con il ritratto che maggior rilievo e una maggior porzione del recto della medaglia, acquisendo quindi una maggiore importanza fatta anche di una migliore cura del dettaglio fisiognomico, parallelamente a quanto andava accadendo nella scultura coeva, ad esempio di Antonio Rossellino.
Sul recto il signore di Ferrara è ritratto giovane e coi capelli lunghi, di profilo rivolto verso destra, indossante una berretta. Lungo il bordo si legge ALFONSVS •   • ESTENSIS •
Il verso, che è firmato OPVS •  N ICOLAI • FLOR ENTINI •  e datato • MCCCCLXXXXII •, mostra un'allegoria convenzionale, con Alfonso su carro trionfale a quattro ripiani, trainato verso destra da una quadriga di cavalli rampanti. Si tratta di un disegno ripreso da una gemma antica di "Athenion" (II secolo a.C.), già nelle collezioni medicee e oggi al Museo Archeologico Nazionale di Napoli.